# Pleugueneuc
Pleugueneuc es una comuna francesa situada en el departamento de Ille y Vilaine, en la región de Bretaña.

## Demografía
| 1365 | 1232 | 1151 | 1103 | 1132 | 1283 | 2063 |
| Para los censos de 1962 a 1999 la población legal corresponde a la población sin duplicidades (Fuente: INSEE [Consultar]) |      |      |      |      |      |      |